# Supercopa de España 1997
La Supercopa de España 1997 è stata la quattordicesima edizione della Supercoppa di Spagna.
Si è svolta nell'agosto 1997 in gara di andata e ritorno tra il Real Madrid, vincitore della Primera División 1996-1997, e il Barcellona, vincitore della Coppa del Re 1996-1997.
A conquistare il titolo è stato il Real Madrid che ha perso la gara di andata a Barcellona per 2-1 e ha vinto quella di ritorno a Madrid per 4-1.

## Partecipanti
| Squadre     | Qualificazione                             | Partecipazioni precedenti (il grassetto indica la vittoria) |
| ----------- | ------------------------------------------ | ----------------------------------------------------------- |
| Real Madrid | Vincitore della Primera División 1996-1997 | 6 (1982, 1988, 1989, 1990, 1993, 1995)                      |
| Barcellona  | Vincitore della Coppa del Re 1996-1997     | 9 (1983, 1985, 1988, 1990, 1991, 1992, 1993, 1994, 1996)    |

## Tabellini

### Andata
| Arbitro: | Gracía Redondo |

|                               |           |         |
| Nadal 11’ Giovanni 85’ (rig.) | Marcatori | 5’ Raúl |

| Barcellona | Real Madrid |

| Barcellona:    |    |                     |     |     |
|                |    |                     |     |     |
| P              | 13 | Ruud Hesp           |     |     |
| D              | 20 | Miguel Ángel Nadal  |     | 66’ |
| D              | 22 | Michael Reiziger    |     |     |
| D              | 12 | Sergi Barjuan       | 27’ |     |
| C              | 4  | Josep Guardiola (c) |     |     |
| C              | 18 | Guillermo Amor      |     |     |
| C              | 14 | Emmanuel Amuneke    |     | 71’ |
| C              | 10 | Giovanni            |     |     |
| A              | 21 | Luis Enrique        |     | 62’ |
| A              | 11 | Rivaldo             |     |     |
| A              | 9  | Sonny Anderson      |     |     |
| Sostituzioni:  |    |                     |     |     |
| A              | 15 | Christophe Dugarry  |     | 62’ |
| D              | 2  | Albert Ferrer       |     | 66’ |
| C              | 16 | Dragan Ćirić        |     | 71’ |
| Allenatore:    |    |                     |     |     |
| Louis van Gaal |    |                     |     |     |

| Real Madrid:  |    |                      |     |     |
|               |    |                      |     |     |
| P             | 1  | Santiago Cañizares   |     |     |
| D             | 2  | Chendo               |     |     |
| D             | 5  | Manolo Sanchís (c)   |     |     |
| D             | 18 | Aitor Karanka        | 84’ |     |
| D             | 3  | Roberto Carlos       | 89’ |     |
| C             | 16 | Jaime                |     | 62’ |
| C             | 10 | Clarence Seedorf     |     |     |
| C             | 11 | José Emilio Amavisca |     | 62’ |
| A             | 7  | Raúl                 |     |     |
| A             | 8  | Predrag Mijatović    | 27’ |     |
| A             | 9  | Davor Šuker          |     | 81’ |
| Sostituzioni: |    |                      |     |     |
| C             | 14 | Guti                 |     | 62’ |
| C             | 21 | Zé Roberto           |     | 62’ |
| A             | 23 | Dani                 |     | 81’ |
| Allenatore:   |    |                      |     |     |
| Jupp Heynckes |    |                      |     |     |

### Ritorno
| Arbitro: | Daudén Ibáñez |

|                                        |           |              |
| Raúl 43’ 54’ Mijatović 59’ Seedorf 65’ | Marcatori | 80’ Giovanni |

| Real Madrid | Barcellona |

| Real Madrid:  |    |                     |     |     |
|               |    |                     |     |     |
| P             | 1  | Santiago Cañizares  |     |     |
| D             | 17 | Christian Panucci   | 38’ |     |
| D             | 4  | Fernando Hierro (c) |     |     |
| D             | 18 | Aitor Karanka       |     |     |
| D             | 3  | Roberto Carlos      |     |     |
| C             | 14 | Guti                |     | 63’ |
| C             | 10 | Clarence Seedorf    | 8’  |     |
| C             | 21 | Zé Roberto          |     | 82’ |
| A             | 7  | Raúl                | 24’ |     |
| A             | 8  | Predrag Mijatović   |     |     |
| A             | 9  | Davor Šuker         |     | 73’ |
| Sostituzioni: |    |                     |     |     |
| C             | 16 | Jaime               |     | 63’ |
| C             | 18 | Víctor              |     | 73’ |
| D             | 5  | Manolo Sanchís      |     | 82’ |
| Allenatore:   |    |                     |     |     |
| Jupp Heynckes |    |                     |     |     |

| Barcellona:    |    |                     |     |     |
|                |    |                     |     |     |
| P              | 13 | Ruud Hesp           |     |     |
| D              | 3  | Abelardo            | 32’ |     |
| D              | 22 | Michael Reiziger    |     |     |
| D              | 2  | Albert Ferrer       |     |     |
| C              | 4  | Josep Guardiola (c) |     |     |
| C              | 18 | Guillermo Amor      |     | 57’ |
| C              | 12 | Sergi Barjuan       |     |     |
| C              | 10 | Giovanni            |     |     |
| A              | 7  | Luís Figo           | 45’ |     |
| A              | 11 | Rivaldo             |     |     |
| A              | 9  | Sonny Anderson      |     | 68’ |
| Sostituzioni:  |    |                     |     |     |
| C              | 16 | Dragan Ćirić        |     | 57’ |
| A              | 15 | Christophe Dugarry  |     | 68’ |
| Allenatore:    |    |                     |     |     |
| Louis van Gaal |    |                     |     |     |